# قبلة الموت (المافيا)
قبلة الموت (بالإيطالية: Il bacio della morte)‏ هي العلامة التي يقدمها رئيس المافيا أو كابوريجيمي والتي تشير إلى أن أحد أفراد عائلة الجريمة قد تم تمييزه بالموت عادةً نتيجة للخيانة، اشهرها هو المشهد بفيلم أوراق فالاتشي عندما يعطي فيتو جينوفيز (لينو فينتورا) قبلة الموت لجو فالاتشي (تشارلز برونسون) لإبلاغه أنه سيتم إعدامه
أيضًا تم استخدام «القبلة» كتكتيك إرهابي للمساعدة في الابتزاز أو تحصيل الديون عن طريق نقل الضحايا إلى حالة من الذعر حيث يلتزمون بأي شيء لإنقاذ حياتهم

## أصل الفكرة
الأصل غير معروف، لكن مصدر قبلة الموت إيطاليًا كما لو كان ختمًا للحكم الرسمي وأتمنى النجاح في المهمة يعود استخدامه إلى أوائل القرن التاسع عشر على الأقل في صقلية. كما يعتقد البعض أنها تشير إلى قبلة يهوذا التي أُعطيت ليسوع لكي يسلمه للجنود الذين يطلبونه.

## في الواقع الحالى
أثناء وجود فيتو جينوفيز بالسجن أعطى قبلة على خده لجو فالاشي يعتقد أنها قبلة الموت.